# The Nomads
I Nomads sono una band garage rock e garage punk svedese fondata nel 1981 a Solna da Hans Östlund, Nick Vahlberg, Joakim Tärnström ed Ed Johnson, poi portata avanti negli anni da Östlund e Vahlberg.
La band, che fu tra le prime movers del genere in Svezia, è stata molto influente nella scena garage rock e punk rock della Scandinavia, ispirando band successive come The Hives, Hellacopters, Gluecifer.

## Membri attuali e passati
- Hans Östlund
- Nick Vahlberg
- Jocke Ericson
- Björne Fröberg
- Joakim Tärnström
- Ed Johnson
- Frank Minarik
- Tony Carlsson

## Discografia
- 1983 - Where the Wolf Bane Blooms
- 1984 - Temptation Pays Double
- 1984 - Outburst
- 1987 - Rat Fink a Boo-Boo
- 1987 - Hardware
- 1989 - All Wrecked Up
- 1991 - Sonically Speaking
- 1994 - Powerstrip
- 1994 - Showdown!
- 1995 - Flashback Number Nine
- 1996 - Made in Japan (Recorded in Sweden)
- 1996 - Raw & Rare
- 1996 - The Cold Hard Facts of Life
- 1999 - Big Sound 2000
- 2001 - Up-Tight
- 2002 - Showdown 2-The 90's
- 2006 - Nomadic Dementia
- 2012 - Solna